# Carlos Rodiles
Carlos Rodiles (Málaga, 3 mei 1975) is een professioneel golfer uit Spanje.

## Amateur
Als amateur won Rodiles in 1994 het 'Tournament of the Americas'. Hij studeerde vervolgens aan de Universiteit van Florida en speelde golf in het team van de universiteit.

## Professional
In 1997 werd Rodiles professional. Het jaar daarop kwalificeerde hij zich via de Tourschool voor de Europese PGA Tour van 1999. Daar eindigde hij niet hoog genoeg om zijn spelerskaart te behouden, dus in 2000 speelde hij op de Europese Challenge Tour. Daar haalde hij drie tweede plaatsen en eindigde hij op de derde plaats van de rangorde waardoor hij terug naar de Europese Tour promoveerde.
Vanaf 2001 speelde hij weer op de Europese Tour, zijn beste positie op de Order of Merit was de 24ste plaats eind 2003. Eind 2006 moest hij weer terug naar de Tourschool. Dit keer won hij de 'Final Stage'. Eind 2008 moest hij weer naar de Tourschool, en haalde de Final Stage niet, dus in 2009 was hij weer op de Challenge Tour. 
In 2010 zit hij in categorie 11 voor de Europese Tour. Dat geeft hem weinig speelkansen, dus hij zal ook veel op de Challenge Tour spelen.

### Gewonnen
- 2006: Tourschool Finale op San Roque